# Goupil-Othon
Goupil-Othon – gmina we Francji, w regionie Normandia, w departamencie Eure. W 2013 roku liczba ludności wynosiła 1244 mieszkańców. 
Gmina została utworzona 1 stycznia 2018 roku z połączenia dwóch ówczesnych gmin: Goupillières oraz Le Tilleul-Othon. Siedzibą gminy została miejscowość Goupillières. 